# Schinoasa
Schinoasa ist ein Roma-Dorf, das zur Gemeinde Țibirica im Rajon Călărași (Republik Moldau) gehört.

## Geographie
Das Dorf liegt ca. 3 km vom Ortsrand von Țibirica entfernt in einem Tal an der Straße von Țibirica nach Frumoasa.

## Geschichte
Die genaue Geschichte des Dorfes ist nicht bekannt, das Dorf existiert ca. seit Ende des 19. Jahrhunderts. Ein Roma mit dem Namen Andronic bekam ein Stück Land von einem Gutsherrn, als er begann für ihn zu arbeiten.
Bis 1970 war das Dorf unabhängig, hatte aber keinen Bürgermeister, sondern einen Vertreter im Gemeinderat von Țibirica. Im Jahr 1970 wurde das Dorf dann eingemeindet. Bei der Eingemeindung wurden auch die Kolchosen zusammengelegt.
Nach der Unabhängigkeitserklärung Moldaus wurde das Land privatisiert, dabei wurden die Bewohner von Schinoasa übersehen, nur 5 Personen erhielten Landrechte – 40-mal weniger, als die relative Verteilung in Țibirica. Da das Dorf keinen Vertreter und kaum Landbesitz hat, ist die soziale und wirtschaftliche Lage katastrophal.
Der Ort wurde erst durch das Gesetz Nr. LP88-XVI vom 24. April 2008 offiziell registriert.

## Politik

### Status
Das Dorf hat keinen eigenen offiziellen politischen Vertreter, der Bürgermeister von Țibirica ist der gesetzliche Vertreter des Ortes. Der Dorfälteste (Romani: Baron) ist de facto aber vom gesamten Ort anerkannt und wird als „Vertreter“ angesehen.

### Einwohner
Im Dorf leben 70 Familien, die gemeinsam ca. 400 Personen ausmachen. Laut dem Bürgermeister von Țibirica sind aber nur 275 Personen amtlich gemeldet. Im Jahr 1997 wurde ein Fall von Erpressung bekannt, als der Bürgermeister von Țibirica die Bewohner zu Schmiergeldzahlungen zwang, um Neugeborene registrieren zu können.

### Volksgruppen
Die Bewohner sind fast alle Roma, sehen sich aber selbst fast als Moldauer. Romani ist den Bewohnern unbekannt, sie sprechen fast ausschließlich Rumänisch.

### Arbeitslosenquote
Die Arbeitslosigkeit liegt zwischen 80 und 100 %. Die wenigen Beschäftigten finden Arbeit als Saisonarbeiter im Umland oder im Ausland. Trotzdem erhalten nur sehr wenige Arbeitslosengeld.
Selbständige Arbeit anzumelden ist mit einer Registrierungsgebühr verbunden, die in etwa einem Monatslohn entspricht, und damit unerschwinglich.

## Wirtschaft und Infrastruktur

### Verkehr
Das Dorf ist auf keiner Karte eingezeichnet, und keine Hinweisschilder zeigen am Abzweig den Ort an. Die Straße zum Ort ist ein Schotterweg.
Das Dorf besteht aus zwei "Straßen", die weder asphaltiert, noch gepflastert sind. Da keine Kanalisation besteht, werden die Straßen immer wieder weggespült und sind dann lange Zeit mit den meisten Fahrzeugen nicht mehr befahrbar.

### Annehmlichkeiten
Im Dorf gibt es 4 Brunnen, die nicht sehr tief sind und deren Wasserqualität sehr unterschiedlich ist. Obwohl die Dorfbewohner regelmäßig über das Wasser klagen, gibt es seit Jahren keine Verbesserung, da die Regierung die nötigen Mittel nicht bereitstellt.
Das Dorf ist an das öffentliche Stromnetz angebunden, die Versorgung war aber von 1997 bis 2002 unterbrochen.
Die Häuser haben kleine Öfen, mit denen ein Raum im Winter beheizt werden kann. Den Bewohnern gehört aber nichts von den umliegenden Wäldern, deshalb können sie ihre Häuser auch im Winter oft nicht beheizen. Im Jahr 2002 wurde ein Mann zu 6 Monaten Gefängnis verurteilt, nachdem er einen toten Baum fällte, um sein Haus für seine 3 Kinder zu beheizen.
Ein Anschluss an das Telefonnetz hat das Dorf nicht.

### Einkaufsmöglichkeiten
In Schinoasa gibt es keine Geschäfte.

### Bildungseinrichtungen
Die Grundschule, die auf dem Grundstück des "Baron" steht, ist in einem sehr schlechten Zustand. Sie bietet ca. 30 Sitzplätze in zwei Klassenzimmern. Nur Kinder der ersten 3 Klassen werden hier unterrichtet. Der Unterricht fällt oft aus.
Die Lehrer der Schule sind nicht aus dem Dorf, sondern kommen aus Țibirica, sind keine Roma, und haben selbst nur ein schlechtes Bildungsniveau.
Da die meisten Familien die Kosten für die Fahrt nicht aufbringen können, gehen kaum Kinder auf die umliegenden weiterführenden Schulen (5 auf das Gymnasium in Meleșeni (2001), Mittelschule in Țibirica).
Die öffentliche Bücherei im Ort hat einen sehr kleinen Bestand, überwiegend aus der Sowjetzeit, und daher in russischer Sprache.

### Entwicklungshilfe
Frühere Versuche von Entwicklungshilfeorganisationen sind fehlgeschlagen, weil die örtlichen Behörden die Hilfsgüter beschlagnahmt und auf dem Markt verkauft haben.
Seit 2009 Zeit bemühen sich Christen aus der Baptisten-Gemeinde in Bravicea um die Bewohner des Dorfes. Im Sommer 2010 wurde für die Kinder ein kleiner Spielplatz errichtet.